# The Yellow Shark
The Yellow Shark è un album dal vivo di Frank Zappa eseguito dall'orchestra tedesca Ensemble Modern e pubblicato nel 1993 dall'etichetta indipendente Rykodisc. È l'ultimo dei suoi album ad essere stato pubblicato prima della sua morte. Debilitato dalla malattia, il compositore statunitense poté contribuire nei concerti solo in qualità di direttore d'orchestra in pochi brani. Quest'album ed il successivo Civilization Phaze III, pubblicato postumo, sono da alcuni considerati tra i massimi capolavori di Zappa e un compendio della sua intera produzione.

## Il disco

### La nascita del progetto e le prove
L'idea per la realizzazione del disco fu del regista tedesco Henning Lohner, che aveva diretto un documentario su Zappa e nel 1991 suggerì al direttore del Festival di Francoforte di commissionare al musicista una composizione per l'edizione del 1992. Questi non fu entusiasta che la sua musica fosse suonata da una grande orchestra ma in seguito accettò che fosse affidata all'Ensemble Modern, un gruppo tedesco di 18 elementi diretto da Peter Rundel e specializzato in musica d'avanguardia contemporanea del quale gli erano state fatte ascoltare alcune convincenti esecuzioni. Il gruppo giunse a Los Angeles nel luglio del 1991 e trascorse due intense settimane a provare con Zappa. Ogni musicista fu fatto suonare da solo e campionato con un synclavier, per studiarne le capacità e gli arrangiamenti che riteneva opportuni da far pervenire al ritorno in Germania. Zappa fu soddisfatto dei musicisti, sia per le capacità di superare le grosse difficoltà di esecuzione che per lo spirito di adattamento alle sue frequenti e consuete invenzioni umoristiche, che sarebbero state inserite anche nei concerti.
Durante le sessioni allo studio Joe's Garage di Zappa, il direttore musicale del gruppo Andreas Mölich-Zebhauser fu fortemente attratto dalla sagoma di un pesce in fibra di vetro e lo elesse a simbolo del progetto. Zappa accettò quindi che i concerti prendessero il nome The Yellow Shark (squalo giallo) a patto che non diventasse il nome della composizione, e fece dono del pesce a Mölich-Zebhauser. Nei mesi che seguirono Zappa fu impegnato a preparare l'evento e nel luglio 1992 si recò in Germania per le ultime due settimane di prove con il gruppo, preparando infine un programma di novanta minuti che racchiudesse i suoi stili musicali e le reminiscenze varesiane che lo avevano accompagnato durante la carriera.

### I concerti
Nel settembre di quello stesso anno si tennero i concerti dalle cui registrazioni fu tratto The Yellow Shark, il 17 e il 19 alla Alte Oper di Francoforte, il 22 e il 23 al Philharmonie di Berlino e il 26 e il 28 alla Wiener Konzerthaus di Vienna. Gli spettacoli riscossero ampi successi di critica e pubblico, facendo registrare il tutto esaurito e 20 minuti di applausi ininterrotti al termine di ogni concerto. Zappa organizzò anche le coreografie affiancando ai musicisti in alcuni pezzi il corpo di ballo canadese La La La Human Hands, che gli sembrarono adatti allo spettacolo. Al termine dei concerti Zappa si dichiarò entusiasta delle prestazioni dell'Ensemble Modern, in particolare per l'alta professionalità e per il grande impegno dimostrato sin dalle prove di luglio. L'avanzato stato della malattia, che l'avrebbe condotto alla morte il successivo 4 dicembre, permise a Zappa di dirigere il gruppo solo in alcuni brani nella serata del debutto, compito che fu quindi affidato a Peter Rundel, il direttore d'orchestra ufficiale dell'ensemble. I brani furono registrati con un sistema multitraccia a 96 piste, in modo da garantire un alto livello qualitativo di ascolto.
I pezzi di The Yellow Shark, tutti accomunati da una notevole complessità a livello musicale, includono lavori dell'esordio opportunamente arrangiati, come Uncle Meat e Dog Breath Variations, e pezzi nuovi scritti appositamente per l'Ensemble Modern, come Outrage at Valdez, Welcome to the United States e Questi Cazzi di Piccione, brano dedicato a Venezia con il ritmo delle note che per il loro numero dovrebbe rievocare i piccioni che invadono la città lagunare, come specificato nelle note di copertina:
(Frank Zappa)
Vi furono altri momenti divertenti, tipici dell'umorismo di Zappa, nel concerto e nell'album; nel brano Welcome to the United States vi è la lettura da parte di uno dei membri del gruppo di alcuni passi del modulo per l'immigrazione negli Stati Uniti distribuito negli aerei, corredato dalle note di Zappa che ne ridicolizzano l'ovvietà e l'insensatezza dei quesiti. Alla fine del brano Pentagon Afternoon, il resto dell'ensemble si alzava e sparava alla sezione degli archi con dei fucili giocattolo.

## Tracce
Tutti i brani sono stati composti da Zappa
1. Intro - 1:43
2. Dog Breath Variations - 2:07
3. Uncle Meat - 3:24
4. Outrage at Valdez - 3:27
5. Times Beach II - 7:31
6. III Revised - 1:45
7. The Girl in the Magnesium Dress - 4:33
8. Be-Bop Tango - 3:43
9. Ruth Is Sleeping - 5:56
10. None of the Above - 2:17
11. Pentagon Afternoon - 2:28
12. Questi cazzi di piccione - 3:03
13. Times Beach III - 4:26
14. Food Gathering in Post-Industrial America, 1992 - 2:52
15. Welcome to the United States - 6:39
16. Pound for a Brown - 2:12
17. Exercise, No. 4 - 1:37
18. Get Whitey - 7:00
19. G-Spot Tornado - 5:17

## Musicisti
- Frank Zappa – direttore d'orchestra
- Peter Rundel – direttore d'orchestra, violino
- Dietmar Wiesner – flauto
- Catherine Milliken – oboe, corno inglese, basso oboe, didgeridoo
- Roland Diry – clarinetto
- Wolfgang Stryi – clarinetto basso, sassofono tenore, clarinetto contrabbasso
- Veit Scholz – fagotto, controfagotto
- Franck Ollu, Stefan Dohr – corno
- William Formann, Michael Gross – cornetta, flicorno soprano, trombino, tromba
- Uwe Dierksen – trombone, trombone soprano
- Michael Svoboda – trombone, eufonio, didgeridoo, corno alpino
- Daryl Smith – tuba
- Hermann Kretzschmar – Celesta, clavicembalo, voce, pianoforte
- Ueli Wiget – Celesta, clavicembalo, arpa, pianoforte
- Rumi Ogawa-Helferich – cimbalom, percussioni
- Andreas Böttger – percussioni
- Detlef Tewes – mandolino
- Jürgen Ruck – banjo, chitarra
- Ellen Wegner – arpa
- Mathias Tacke, Claudia Sack – violino
- Hilary Sturt – violino, voce
- Friedemann Dähn – violoncello
- Thomas Fichter- contrabbasso, contrabbasso elettrico